# Savage Beauty (выставка)
Savage Beauty — выставка Института костюма нью-йоркского Метрополитен-музея, проходившая с 4 мая по 7 августа 2011 года, посвящённая творчеству британского художника-модельера Александра Маккуина. Выставка установила рекорд посещаемости Метрополитен-музея; её посетило 661 509 человек (в 2015 году этот рекорд был побит другой выставкой Института костюма China: Through the Looking Glass). Кураторами выставки выступили Эндрю Болтон и Гарольд Кода.

## Содержание выставки
Организатором выставки выступил Института костюма. В экспозиции были представлены работы Александра Маккуина из архивов его собственного дома мод в Лондоне и дома мод Givenchy, а также предметы одежды и аксессуары, хранящиеся в частных коллекциях. Выставка состояла из шести тематических галерей: «The Romantic Mind», где были представлены ранние работы дизайнера (начало 1990-х годов); «Romantic Gothic and the Cabinet of Curiosities», представляющие развитие Маккуином тематики викторианской готики; «Romantic Nationalism», где представлены работы на тему шотландской и британской самоидентичности; «Romantic Exoticism», представляющая влияния других (не западных) культур на творчество дизайнера; «Romantic Primitivism», где представлены работы из натуральных и органических материалов и «Romantic Naturalism», где представлены работы Маккуина, связанные с сочетанием природы и технологий.
В экспозицию вошли предметы из его первой значимой коллекции Маккуина Джек Потрошитель преследует своих жертв, созданной в последний год его учёбы в Центральном колледже искусства и дизайна имени Святого Мартина. Также были выставлены работы из коллекций Данте, #13, VOSS, Irere, Атлантида Платона, Банши, Highland Rape, The Widows of Culloden (включая оригинальную голограмму Кейт Мосс в полный рост.

## Отзывы

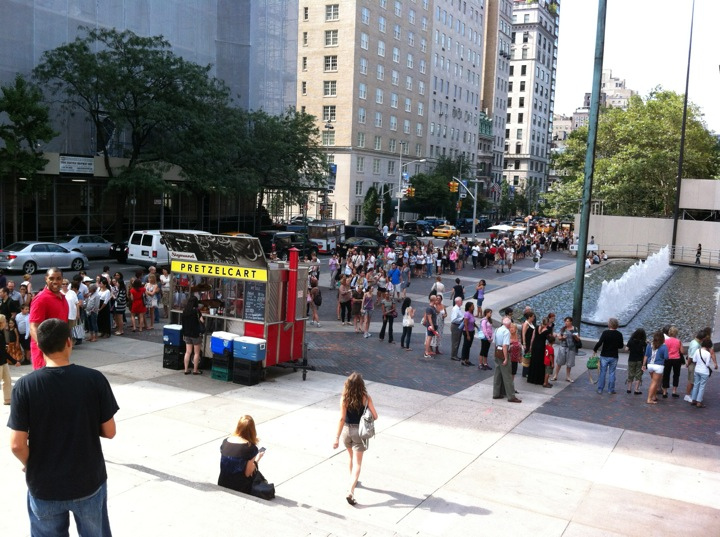
Очередь на выставку в последние дни работы, 3 августа 2011

Выставка получила положительные отзывы в международных изданиях. В рецензии от The Daily Telegraph экспозиция характеризуется как «поглощающая в себя, поразительная прогулка по невероятным закоулкам его разума и виртуозность техники, которую он мог призвать в себе, чтобы воплотить свои идеи и мысли в реальность». В отзыве от The New York Times говорится, что выставка — это «пусковое чудо: эфемерное и грубое, изящное и абсолютно манипуляторское, стоящее на линии, где мода превращается в нечто иное», но также отмечено, что выставка старалась избегать развития противоречивых моментов в творчестве модельера. Автор рецензии от издания The International Herald Tribune также отмечает некоторые проблемные места экспозиции, так, например, вместо представления о масштабе фигуры Маккуина в рамках британской моды, представлено «безжизненная и глупая интерпретация стиля Маккуина» от Сары Джессики Паркер. При этом автор отметил, что выставка «захватывает, стимулирует и заставляет задуматься… и представляет сырое видение дикой фантазии Маккуина». В отзыве от The New Yorker рецензент советует: «даже если вы никогда не интересовались выставками о моде, сходите на эту. Эндрю Болтон… собрал сотни ансамблей одежды и семьдесят аксессуаров… и он выдаёт пронзительное прочтение их истории и психологии».
Выставка обрела популярность среди посетителей, что привело к дополнительным мерам со стороны музея, не справлявшегося с потоком зрителей; изначально выставка планировалась до 31 июля, в итоге её продлили до 7 августа. Людям приходилось стоять в очередях по нескольку часов. Метрополитен-музей ввёл билеты на выставку по 50 долларов по понедельникам — в день, когда обычно музей закрыт, в итоге было продано более 17 тысяч таких билетов. Также музей устроил акцию для членов музейного клуба — они могли пройти без очереди, в результате количество членов клуба увеличилось на 15 % (около 20 тысяч человек). В последний уик-энд работы выставки люди могли провести в очереди около четырёх часов, а музей впервые в истории был открыт до полуночи. Всего выставку посетили более 650 тысяч человек.

## Последовавшие показы
С 14 марта по 2 августа 2015 года выставка экспонировалась в лондонском Музее Виктории и Альберта. Там она также была популярна, всего было продано более 480 тысяч билетов, а в последний уик-энд работы выставки музей был открыт 24 часа в сутки впервые в истории.